# Oséas Cardoso
Oséas Cardoso Paes (Viçosa, Alagoas, 21 de outubro de 1913 - Brasília, 31 de maio de 2009) foi um deputado federal e estadual, jornalista e agricultor alagoano.

## Biografia
Nasceu em Viçosa no estado de Alagoas. Filho de João Cardoso Paes e de Alcina Saraiva Cardoso. Participou da Revolução de 1930. Um dos fundadores e também presidente do Centro Cultural Emílio de Maia, em Maceió, em 1939. Repórter do Jornal de Alagoas em 1940, transfere-se no ano seguinte para a Gazeta de Alagoas, onde permanece por um ano. Prefeito, durante o Estado Novo, dos municípios de Pilar (1942), e Piranhas (1943-44). Em 1945, é um dos fundadores do PSD. Foi secretário do diretório municipal de Maceió e suplente da comissão executiva do diretório estadual. Em janeiro de 1947 elege-se deputado estadual. Participa dos trabalhos constituintes e exerce o mandato ordinário. Reeleito em outubro de 1950, sempre na legenda do PSD. Lidera a sua bancada e é também vice-líder do governo na Assembleia Legislativa a partir de 1952. Em 1954 transfere-se para o Partido Trabalhista Nacional (PTN) de cujo diretório regional seria presidente. Reeleito em outubro de 1954, agora na legenda do PTN. Neste mandato foi o autor do pedido de impedimento do governador Muniz Falcão. Reeleito em outubro de 1958, agora pela UDN. Durante seu mandato foi membro das Comissões de Constituição e Justiça e da de Orçamento entre outras. Eleito deputado federal no pleito de outubro de 1962, ainda na legenda da UDN. Nessa legislatura participou das comissões de Serviço Público, de Segurança Nacional e do Vale do São Francisco. Com a extinção dos partidos políticos e a instauração do bipartidarismo filiou-se à ARENA de cujo diretório regional foi presidente. Reeleito em novembro de 1966, na legenda da ARENA. Integra a Delegação Brasileira na Conferência da União Interparlamentar, em Dacar. Em abril de 1969 teve seu mandato cassado e os direitos políticos suspensos por dez anos, com base no Ato Institucional nº.5. Passa a viver em Brasília, dedicado às atividades particulares. Em 1971, é nomeado chefe da representação do Sindicato e da Cooperativa do Açúcar de Alagoas, bem como da idêntica entidade do Rio de Janeiro e do Espírito Santo. Após a extinção do bipartidarismo filia-se ao PDS, pelo qual concorre, em 1982, à Câmara Federal, ficando na primeira suplência. Assume o mandato em julho de 1986, permanecendo até o fim da legislatura. A seguir, retorna às suas atividades particulares. Membro da Associação Brasileira de Ex-Congressistas. Um dos fundadores, em 1964, da Fundação Santo Antônio, em Alagoas.

## Obras
- Minha Vida Pública; Atividades Parlamentares, Departamento de Imprensa Nacional, 1966;
- Em Memória do Padre Damaso; Resposta a um Senado; O Vale do Comendador; A Universidade Federal de Alagoas, Brasília, DIN, 1968;
- A Justiça e a Oportunidade de um Projeto; Em Defesa da Estrada de Ferro Paulo Afonso; Vencimentos dos Servidores da Justiça Eleitoral; Em *Defesa de Minha Honra. Discurso Proferido na Sessão de 10 de maio de 1967, Brasília, DIN, 1967;
- A Ponte de Penedo, Discurso Proferido Durante o Grande Expediente de 23 de Outubro de 1997, Brasília, Câmara dos Deputados, DIN, 1968;
- O Político. Dezessete Anos Depois, Discursos e Outros Documentos, Brasília, Câmara dos Deputados/Centro de Documentação e Informação, 1986;
- Retalhos de uma Vida: Documentário Político, Brasília, Câmara dos Deputados, 1987; Nossa Luta no Parlamento Brasileiro, 2 v. Senado Federal, Brasília, 1987;
- O Impeachment, Arquivo Histórico. Fonte de Estudos Para a Interpretação de um Agitado Período Político, Brasília, Petry Gráfica e Editora, 1998; Páginas de Minha Vida, Brasília, Petry Gráfica Editora, 2001;
- Lições e Testemunhos: Memórias, Brasília, Thesaurus, 2003;
- No Governo Silvestre Péricles. Um Vulcão em Alagoas, 2005